# Валтер Боч
Валтер Боч (на немски: Walter Botsch) е германски офицер, служил по време на Първата и Втората световна война.

## Биография

#### Ранен живот и Първа световна война (1914 – 1918)
Валтер Боч е роден на 27 февруари 1897 г. в Браунсбах ам Кохер. Присъединява се към армията и през 1915 г. е офицерски кадет. Участва в Първата световна война, служи в пехотата и в края ѝ е със звание лейтенант.

#### Междувоенен период и Втора световна война (1939 – 1945)
След войната се присъединява към Райхсвера. Служи в подразделения на пехотата, кавалерията и заема постове в различни щабове. До Втората световна война се издига до звание оберстлейтенант и служи в щаба на 30-и армейски корпус. По-късно е прехвърлен в щаба на 19-а армия. На 5 февруари 1945 г. му е поверено командването на 18-а фолксгренадирска дивизия. На 6 март 1945 г. поема 53-ти армейски корпус, а на 24 март 58-и танков корпус. През април 1945 г. е пленен от американските войски в Рур. Освободен е през 1947 г. Умира на 7 януари 1969 г. в Швебиш Гмюнд, Германия.

## Военна декорация
| - Германски орден „Железен кръст“ (1914) – II (10 август 1916) и I степен (6 юли 1918) - Германска „Значка за раняване“ (1914) – черна (?), сребърна (8 август 1918) - Германски орден „Кръст на честта“ (21 януари 1935) - Медал Судетия – с лента Замъка в Прага (2 октомври 1939) - Германски орден Железен кръст (1939, повторно) – II (20 април 1940) и I степен (19 юни 1940) | - Германски медал „За зимна кампания на изтока 1941/1942 г.“ (30 юли 1942) - Кримски щит (9 септември 1942) - Орден на „Михайл храбри“ (?) – III степен (8 май 1942) - Орден „Германски кръст“ (1942) – златен (22 юни 1942) - Рицарски кръст (9 май 1945) |